# Lagonosticta landanae
Lagonosticta landanae là một loài chim trong họ Estrildidae.
Loài chim này được tìm thấy ở nhiều nơi ở Châu Phi. Nó có phạm vi phân bố toàn cầu ước tính là 5.400.000 km2.

## Phân loại
Chim sẻ lửa châu Phi được mô tả chính thức vào năm 1823 bởi nhà tự nhiên học người Đức Hinrich Lichtenstein. Ông đặt nó cùng với loài chim sẻ trong chi Fringilla và đặt ra tên kép Fringilla rubricata. Lichtenstein đặt địa phương này là "terra Caffrorum".